# 16a Divisió Lituana
La 16a Divisió Lituana (en rus: дивизия 16-я 'Литовская' стрелковая, en lituà: divizija 16-oji 'Lietuviškoji'), va ser una formació de l'Exèrcit Roig creat durant la Segona Guerra Mundial. La divisió es va formar en dues ocasions, i se li va donar el títol de Lituana durant la seva segona formació. Originàriament es va establir a Nóvgorod a l'octubre de 1939 fins al 1941 que es va dissoldre a Mga. Reformada i sota el títol amb l'afegitó Lituana, la divisió va participar en diverses batalles contra l'Alemanya nazi, incloent la batalla de Kursk, l'Operació Bagration i la del Bàltic. Va ser dissolta al final de la guerra, encara que restablerta breument el 1955, abans de ser dissolta definitivament.

## Composició ètnica
Des de l'1 de gener de 1943, dels 10.250 soldats i oficials que componien la divisió, 7.000 d'ells eren ètnics lituans i/o habitants de la República Socialista Soviètica de Lituània. El total de la composició ètnica de la divisió va ser: 
- 3.720 lituans (36,3%)
- 3.064 russos (29%)
- 2.973 jueus (29%)
- 492 d'altres nacionalitats (4,8%).

Encara que d'altres fonts citen xifres de 2.378 jueus (23,2%), continua sent el major nombre de jueus ètnics entre totes les divisions de l'Exèrcit Roig. Els jueus van representar el 13% (136 persones) de tots els oficials de la divisió i el 34,2% de tots els soldats dels regiments d'infanteria. Dotze soldats de la divisió van ser guardonats amb el títol d'Heroi de la Unió Soviètica, d'ells, quatre eren jueus.
Originàriament, les ordres van ser donades en la llengua lituana. Tanmateix la tercera part de tots els soldats de la divisió no parlava lituà, això es va unir a la dificultat que els nous funcionaris que van enviar d'altres divisions per capacitar i transferir la seva experiència en la lluita als soldats de la 16a Divisió, la majoria d'ells mai no havien escoltat una paraula en lituà, i eren principalment rusófons. Per aquestes raons, el llenguatge de comandaments, ordres i també de conversa, va esdevenir rus i també en jiddisch.